# Mạo Khê
Mạo Khê là phường thuộc tỉnh Quảng Ninh, Việt Nam.

## Địa lý
Phường Mạo Khê năm ở phía đông nam thành phố Đông Triều, có vị trí địa lý:
- Phía đông giáp phường Yên Thọ
- Phía tây giáp phường Kim Sơn
- Phía nam giáp tỉnh Hải Dương với ranh giới là sông Đá Vách
- Phía bắc giáp phường Bình Khê và xã Tràng Lương.

Phường Mạo Khê có diện tích 19,06 km², dân số năm 2014 là 39.418 người, mật độ dân số đạt 2.068 người/km².

## Hành chính
Phường Mạo Khê được chia thành 24 khu phố: 
Công Nông, Dân Chủ, Đoàn Kết, Hòa Bình, Hoàng Hoa Thám, Phố 1, Phố 2, Quang Trung, Vĩnh Hải, Vĩnh Hòa, Vĩnh Hồng, Vĩnh Lâm, Vĩnh Lập, Vĩnh Phú, Vĩnh Quang 1, Vĩnh Quang 2, Vĩnh Sinh, Vĩnh Sơn, Vĩnh Tân, Vĩnh Thông, Vĩnh Tuy 1, Vĩnh Tuy 2, Vĩnh Trung, Vĩnh Xuân.

## Lịch sử
Ngày 18 tháng 11 năm 1965, Bộ Nội vụ ban hành Quyết định số 398-NV về việc thành lập thị trấn Mạo Khê thuộc huyện Đông Triều trên cơ sở xã Vĩnh Khê và khu mỏ Mạo Khê.
Ngày 11 tháng 3 năm 2015, Ủy ban Thường vụ Quốc hội ban hành Nghị quyết 891/NQ-UBTVQH13 về việc:
- Thành lập thị xã Đông Triều thuộc tỉnh Quảng Ninh.
- Thành lập phường Mạo Khê thuộc thị xã Đông Triều trên cơ sở toàn bộ 1.906,46 ha diện tích tự nhiên và 39.418 người của thị trấn Mạo Khê.

Ngày 28 tháng 9 năm 2024, Ủy ban Thường vụ Quốc hội ban hành Nghị quyết số 1199/NQ-UBTVQH15 về việc sắp xếp đơn vị hành chính cấp huyện, cấp xã của tỉnh Quảng Ninh giai đoạn 2023 – 2025 (nghị quyết có hiệu lực từ ngày 1 tháng 11 năm 2024). Theo đó, thành lập thành phố Đông Triều thuộc tỉnh Quảng Ninh. Phường Mạo Khê trực thuộc thành phố Đông Triều.

## Kinh tế - xã hội
Nền kinh tế của phường chủ yếu là kinh doanh thương mại dịch vụ, phục vụ ngành sản xuất công nghiệp khai thác than và sản xuất, tiêu thụ xi măng. Trước đây thì phụ thuộc vào ngành khai thác than, cụ thể là mỏ than Mạo Khê. Nông nghiệp cũng được đầu tư nhưng đang có quy mô thu hẹp. Hiện phường Mạo Khê là trung tâm kinh tế của thành phố Đông Triều.

### Giáo dục
- Trường THPT Hoàng Quốc Việt
- Trường THPT Trần Nhân Tông
- Trường THCS Mạo Khê 1
- Trường THCS Mạo khê 2
- Trường THCS Nguyễn Đức Cảnh
- Trường Tiểu học Vĩnh Khê
- Trường Tiểu học Quyết Thắng
- Trường Tiểu học Mạo Khê B
- Trường Tiểu học Mạo Khê A
- Trường Tiểu học Nguyễn Văn Cừ.

## Giao thông
Trên địa bàn phường có quốc lộ 18 và đường sắt Kép - Cái Lân đi qua.